# Guillaume de Beaujeu
Guillaume de Beaujeu (zm. 18 maja 1291 w Akce) – dwudziesty pierwszy wielki mistrz zakonu templariuszy

## Życiorys
Był czwartym synem Guicharda z Beaujeu, pana Montpensier i Montferrand, i Katarzyny z Clermont. Spokrewniony poprzez matkę z Karolem Andegaweńskim.
W 1271 był komandorem zakonu w hrabstwie Trypolisu, a następnie rezydował w Apulii, będąc preceptorem południowych Włoch i Sycylii. 
Po wyborze na wielkiego mistrza przebywał we Francji, Hiszpanii i Anglii, gdzie przez 2 lata wizytował komandorie i gromadził fundusze na wsparcie wysiłku obronnego zakonu w Ziemi Świętej.
Po przybyciu do Ziemi Świętej początkowo dał się wciągnąć w walki wewnętrzne między rodami możnowładców chrześcijańskich, następnie jednak coraz częściej zaczął występować w roli mediatora w tych sporach, będąc świadomym ich wielkiej szkodliwości dla mocy obronnej Królestwa Łacińskiego.
W 1274 stanął na czele delegacji templariuszy na soborze w Lyonie. Czynił starania o kolejną wyprawę krzyżową w obronie Królestwa Łacińskiego. Był człowiekiem o dużym autorytecie, szanowanym nawet przez muzułmańskich przeciwników. 
Zginął podczas obrony Akki trafiony saraceńską strzałą.